# Baranie Czuby
Baranie Czuby (słow. Baranie hrby) – postrzępiony odcinek grani w słowackiej części Tatr Wysokich. Znajduje się w ich grani głównej, w północno-zachodniej grani masywu Baranich Rogów. Od Śnieżnego Mniszka w masywie Śnieżnego Szczytu na zachodzie oddziela go Śnieżna Przełęcz, z kolei na wschodzie graniczy z Baranim Kopiniaczkiem, oddzielonym Pośrednimi Baranimi Wrótkami. Grań składa się tutaj z licznych drobnych skalnych zębów. Mniej więcej w połowie Baranich Czub położone są Niżnie Baranie Wrótka – wybitna przełęcz o prostokątnym kształcie.
Południowe stoki opadają z Baranich Czub do Baranich Pól w Dolinie Pięciu Stawów Spiskich, natomiast północne zbiegają do Śnieżnego Bańdziocha – górnego piętra Doliny Czarnej Jaworowej. Baranie Czuby są wyłączone z ruchu turystycznego. Najdogodniejsza droga dla taterników prowadzi na nie granią od Śnieżnej Przełęczy.
Pierwsze wejścia:
- letnie – Zygmunt Klemensiewicz i Roman Kordys, 27 sierpnia 1907 r.,
- zimowe – Miloš Matras i Jaroslav Mlezák, 11 grudnia 1953 r.[2]